# Gunnar Vatnhamar
Gunnar Vatnhamar (* 29. března 1995) je faerský fotbalista, který hraje jako záložník za Víkingur Reykjavík. Jeho bratr Sølvi Vatnhamar je také fotbalista.

## Klubová kariéra
V dubnu 2023 oznámil Víkingur Reykjavík, že podepsal smlouvu s Vatnhamarem, který předtím hrál ve Víkinguru Gøta.

## Reprezentační kariéra
Za reprezentaci debutoval 22. března 2018 proti Lotyšsku, když střídal v 88. minutě. Svůj první gól vstřelil 11. listopadu 2020 v přátelském utkání proti Litvě.

### Reprezentační góly
| # | Datum              | Místo                            | Soupeř   | Skóre na | Výsledek | Soutěž                                                                           |
| - | ------------------ | -------------------------------- | -------- | -------- | -------- | -------------------------------------------------------------------------------- |
| 1 | 11. listopadu 2020 | LFF Stadium, Vilnius             | Litva    | 1:2      | 1:2      | Přátelský zápas                                                                  |
| 2 | 14. listopadu 2020 | Stadium Daugava, Riga            | Lotyšsko | 1:1      | 1:1      | Liga národů UEFA 2020/2021, skupina D                                            |
| 3 | 22. března 2025    | Malšovická aréna, Hradec Králové | Česko    | 1:1      | 1:2      | Kvalifikace na Mistrovství světa ve fotbale 2026, skupina L evropské kvalifikace |